# Roncoferraro
Roncoferraro es una localidad y comune italiana de la provincia de Mantua, región de Lombardía, con 7.245 habitantes.

## Evolución demográfica
| Gráfica de evolución demográfica de Roncoferraro entre 1861 y 2001 |
|                                                                    |
| Fuente ISTAT - elaboración gráfica de Wikipedia                    |